# Чокоба
Чокоба (болг. Чокоба) — село в Болгарии. Находится в Сливенской области, входит в общину Сливен. Население составляет 431 человек.

## Политическая ситуация
В местном кметстве Чокоба, в состав которого входит Чокоба, должность кмета (старосты) исполняет Руси Кънев Ненчев (Болгарская социалистическая партия) по результатам выборов правления кметства.
Кмет (мэр) общины Сливен — Стефан Николов Радев (ГЕРБ) по результатам выборов в правление общины.